# Geshtinanna

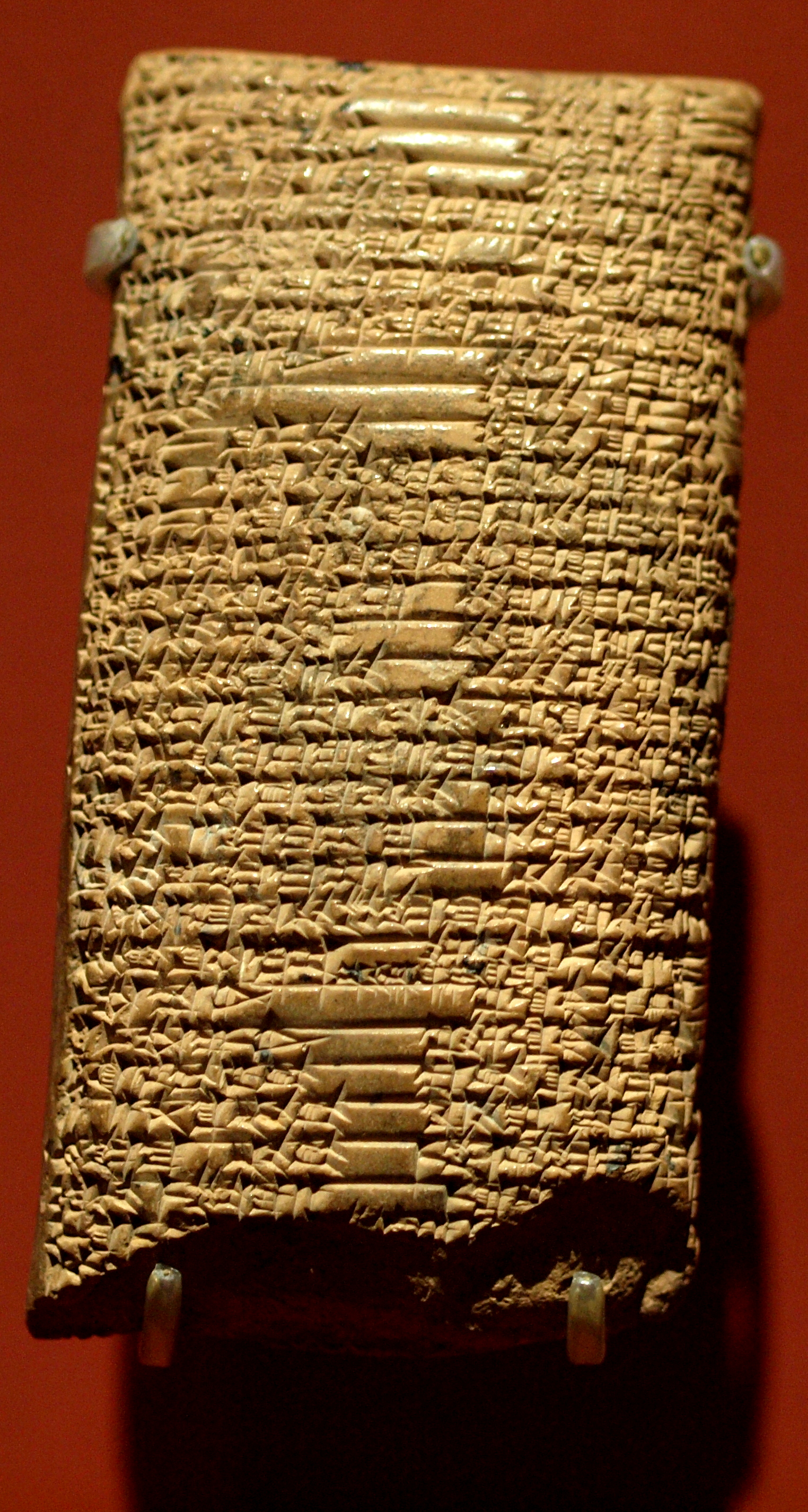
Lamentations de la sœur de Dumuzi - Période paléo-babylonienne - Terre cuite - Musée du Louvre - OA 3023.

Geshtinanna est une déesse sumérienne secondaire. Son nom, littéralement « vigne céleste », indique son caractère originel de divinité agraire. Elle est la sœur de Dumuzi, et la parèdre de Ningishzida.
Plusieurs mythes en font une déesse infernale. Notamment, dans la Descente d'Inanna aux Enfers, elle tente de sauver la vie de son frère Dumuzi au moment où celui-ci est emmené aux Enfers par les démons d'Ereshkigal. Lorsqu'elle remplace son frère aux Enfers pendant une moitié de l'année, elle devient la scribe d'Ereshkigal.

## Une déesse dévouée
Geshtinanna est la sœur de Dumuzi et, donc, la fille de la déesse Duttur. Cependant, alors que Gudéa (gouverneur de la cité-État de Lagash, de 2141 à 2122 av. J.-C. fait de  Ningishzida l'un de ses dieux personnels, elle devient l'épouse de ce dernier et écarte donc Ninazimu'a l'épouse traditionnelle de Ningishzida. Les deux déesses reprennent ensuite chacune leur chemin respectif : Ninazimu'a redevient l'épouse de Ningishzida et Geshtinanna la sœur de Dumuzi. L'interprète des rêves, elle est également la scribe des enfers et la reine des vignes. Elle est souvent présentée comme fidèle, loyale au point d'une abnégation quasi totale. Dans une version du mythe de la Descente d'Inanna aux Enfers découverte à Ur, elle subit sans même trahir son frère de nombreuses tortures de la part des démons qui sont à la recherche de Dumuzi.

## Mythes relatifs à Geshtinanna
La version sumérienne de la Descente d'Inanna aux Enfers raconte comment elle s'est offerte en tant que substitut à la mort de son frère. Selon ce mythe, chaque demi-année, l'échange des deux personnages se poursuit entre le monde des vivants et le royaume des morts de sorte que Geshtinanna et son frère Dumuzi entrent tous deux dans le cycle éternel des saisons. Par contre, la version akkadienne du mythe — Descente d'Ishtar aux Enfers — reste très vague à ce sujet : Geshtinanna (Belili en akkadien) pleure la mort de son frère, mais celui-ci remonte grâce aux rites de lamentations décrits dans les dernières lignes du poème alors que rien n'indique clairement que sa sœur le remplace aux Enfers.
Elle apparaît également dans le mythe du Rêve de Dumuzi où elle interprète le rêve de son frère. Ce rêve annonce la mort de ce dernier et Geshtinanna tente vainement de le sauver. Ici, rien ne parle d'un remplacement de Dumuzi dans les enfers.
Dans le récit  Gilgamesh, Enkidu et les Enfers, au cours de son voyage onirique dans les Enfers, Enkidu décrit Geshtinanna (« Bêlet-Sêri » en akkadien) dans son rôle de scribe des Enfers agenouillée aux pieds d'Ereshkigal. La fonction de scribe apparaît comme celle qui consiste à enregistrer l'entrée des morts dans les Enfers.

## Festivals et rituels

### Festival Ne-izi-gar
Pendant la troisième dynastie d'Ur, au cours du onzième jour du cinquième mois (juillet-août), est célébré le festival « Ne-izi-gar » — festival de la Pleine Lune, le Festival des Fantômes ou le Festival Fantôme — des feux sont allumés pour guider les esprits des morts vers leurs familles lors d’un repas de cérémonie. Après le repas, les dieux sont remerciés et les esprits libérés retournent vers le monde souterrain. Des offrandes d'apaisement sont faites pour éloigner les mauvais esprits. D'après les tablettes de Drehem, des offrandes pour les « royaux » Geshtinanna et Ningishzida de la vinerie sont attestées au cours de ce festival à Nippur.

### E-lu-num
Pendant la période paléo-babylonienne, au deuxième mois de l'année, un festival s’appelant « e-lu-num » est célébré en l'honneur de Gestinanna à Uruk. Durant la période de la Troisième dynastie d'Ur, le même festival est célébré au huitième mois de l'année à Umma — une tablette indique qu'il s'agit de Geshtianna « retirée dans Ur »,.